# Mauritz Håkan Björnström-Steffansson
Mauritz Håkan Björnström-Steffansson (também conhecido como Hokan B. Steffanson), (9 de novembro de 1883 – 21 de maio de 1962) foi um empresário sueco que sobreviveu ao naufrágio do RMS Titanic em 1912. No começo de 1913, Steffansson apresentou  o maior pedido de compensação financeira contra a White Star Line, pela perda de um único item de bagagem ou carga como resultado do desastre.

## Vida pregressa
Mauritz Håkan, filho de Erik Samuel Steffansson e Berta Maria Björnström nasceu em 9 de novembro de 1883 em Österfärnebo, Suécia. Seu pai foi pioneiro na indústria sueca de celulose. Após estudar engenharia química no Stockholm Institute of Technology, Steffansson foi premiado pelo governo sueco com uma bolsa estudantil para continuar seus estudos em Washington, D.C. Se tornou underlöjtnant da reserva no Svea Artillery Regiment em 1904.

## Titanic

### Testemunho
Em 10 de abril de 1912, Steffansson comprou um bilhete da primeira classe e embarcou no Titanic em Southampton (bilhete número 110564, £26 11s). De acordo com o testemunho do passageiro Hugh Woolner no inquérito do Senado americano sobre o desastre, ele e Steffansson estavam no salão de fumantes da primeira classe no momento do impacto com o iceberg. Após colocarem seus coletes salva-vidas, os dois homens foram ao convés e começaram a ajudar os tripulantes carregar os botes salva-vidas com mulheres e crianças, no que inicialmente acreditavam ser um exercício preventivo.

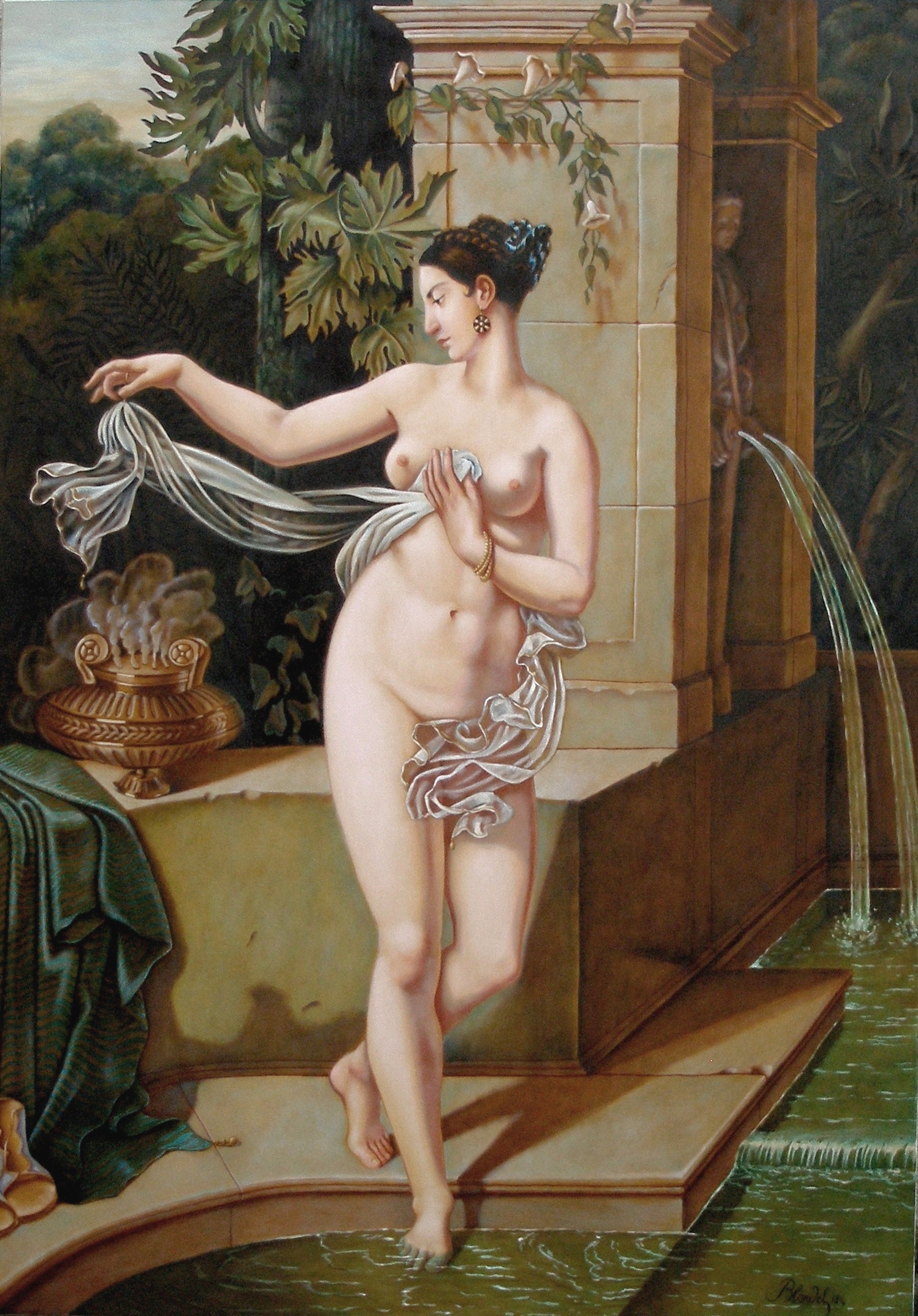
Cópia da obra de Blondel de propriedade de Steffansson e perdida no RMS Titanic em 1912.

Quando a seriedade da situação foi compreendida, Woolner se recorda que ele e Steffansson ajudaram a tripulação a remover com força física alguns homens que tinham forçado sua entrada no bote desmontável C, à frente de mulheres e crianças. Woolner confirmou que quando todos os botes salva-vidas foram lançados, momentos antes do navio finalmente afundar, ele e Steffansson tiveram a oportunidade de pular por sob as grades do Convés A que começava afundar para um espaço vazio dentro da proa do bote desmontável D, o último bote a deixar o navio. Woolner e Steffansson puxaram outro homem da água e juntos, ajudaram a remar para longe do navio.

### Prêmio
Após o desastre, Steffansson se juntou a um comitê de sobreviventes que foi formado para premiar com medalhas e uma taça o Capitão, oficiais e tripulação do navio que os resgatou, o RMS Carpathia.

### Indenização pela pintura perdida
Os pedidos de indenização apresentados ao comissário norte-americano Gilchrist em Nova York, em janeiro de 1913, incluíram uma apresentação de Björnström-Steffansson exigindo $100.000 (equivalente a $2.4 milhões em 2014) em compensação pela perda de pintura La Circassienne au Bain, uma pintura a óleo neoclássica do pintor francês Merry-Joseph Blondel. A reclamação de compensação foi a maior enviada por um único item de bagagem ou carga de passageiros.

## Depois do Titanic
Em 1917, Steffansson se casou com Mary Pinchot Eno, que lhe foi apresentada por uma companheira sobrevivente do naufrágio do Titanic Helen Churchill Candee. Nos anos 1920, Steffansson fez fortuna adquirindo papéis canadenses, indústrias de celulose e imóveis. 
Ele também foi responsável pelo desenvolvimento de participações imobiliárias significativas na área de Park Avenue em Nova Iorque em  apartamentos e hotéis. Ele se aposentou em 1930.
Mary Björnström-Steffansson morreu em 1953, Mauritz Håkan em maio de 1962. Na época de sua morte, a residência do casal localizada na East 57th Street era uma das poucas casas privadas na ilha de Manhattan. Como os Björnström-Steffanssons não tiveram filhos, a maior parte da fortuna foi deixada  para o sobrinho de Mauritz Håkan, Thord Steffansson.